# Kelly Holmes
Kelly Holmes (ur. 19 kwietnia 1970 w Pembury) – brytyjska lekkoatletka, specjalizująca się w biegach na średnich dystansach. Trzykrotna olimpijka (1996, 2000, 2004), w tym medalistka olimpijska z Sydney i Aten.
Dwukrotna mistrzyni olimpijska z Aten (2004) w biegach na 800 i 1500 m. Brązowa medalistka olimpijska z Sydney (2000) na 800 m. W mistrzostwach świata zdobyła trzy medale: srebro na 1500 m i brąz na 800 m w Göteborgu (1995) oraz srebro na 1500 m w Paryżu (2003). W halowych mistrzostwach świata zdobyła srebrny medal na dystansie 1500 m (Birmingham 2003), w mistrzostwach Europy srebro na 1500 m (Helsinki 1994) i brąz na 800 m (Monachium 2002). Za swój wyczyn w Atenach została odznaczona Orderem Imperium Brytyjskiego.